# 新民乡 (民和县)
新民乡，是中华人民共和国青海省海东市民和回族土族自治县下辖的一个乡镇级行政单位。

## 行政区划
新民乡下辖以下地区：
千户湾村、下川村、候家山村、下山村、毛拉山村、公巴台村、若多村、三岔村、龙卧村、雪沟村、古岱村、东湾村、苏家庄村、松树沟村、马场村和斗斗坡村。